# Columnea querceti
Columnea querceti är en tvåhjärtbladig växtart som beskrevs av Oerst.. Columnea querceti ingår i släktet Columnea och familjen Gesneriaceae. Inga underarter finns listade i Catalogue of Life.

## Bildgalleri

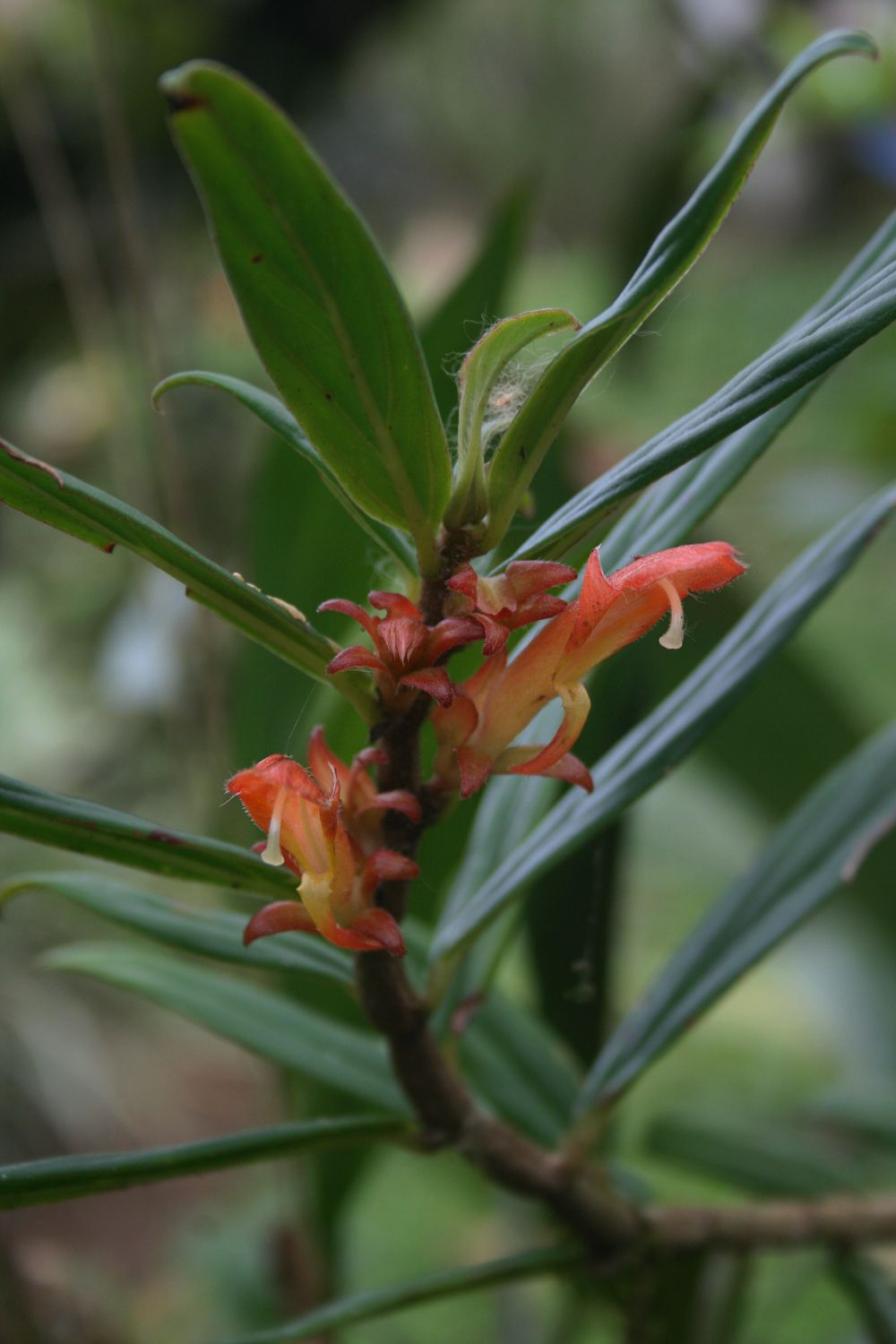